# 滏阳新河
滏阳新河，位于中华人民共和国河北省中南部，是滏阳河主要的人工行洪河道，开挖于1967-1967年，为滏阳河上游及其支流的洪沥水主要出路。滏阳新河起自宁晋县耿庄桥镇北官庄村以南，从滏阳河右岸分流而出，沿滏阳河右侧并行向东北流，流经新河县北部、衡水市冀州区北部、桃城区中部、武邑县西北部、武强县东南和献县西南部等地区，于献县小平王乡东贾庄桥村东北汇入滏阳河干流。河长132千米，控制流域面积14877平方千米。流域内土地肥沃，人口密集，是河北省粮棉油重要产地。